# Stürmenchopf
Der Stürmenchopf oder Stürmenkopf ist ein 768 m ü. M. gelegener, bewaldeter Hügel auf dem Gemeindegebiet von Wahlen im Kanton Baselland in der Schweiz.
Er bietet einen guten Ausblick über das relativ flache, von Siedlungen und Landwirtschaft geprägte Laufner Becken (im Uhrzeigersinn: Laufen, Zwingen, Brislach, Breitenbach, Büsserach und Wahlen). Die Süd- und Ostseiten des Hügels sind von Felsflanken abgeschlossen.

## Römische Bauwerke
Der Stürmenchopf ist bekannt für die Überreste einer römischen Warte. Der Wissenschaftler, Ingenieur und Politiker Auguste Quiquerez (1801–1882) erkannte 1839 die archäologische Bedeutung des Hügels. Er stellte im Jahr 1861 Grabungen an und fand Fundamentreste, Eisenschlacken, Knochen und eine Scherbe einer Terra Sigillata.
Alban Gerster führte 1919, 1929 und 1931 weitere Grabungen durch und fand die Überreste einer römischen Mauer. Er schloss auf zwei Schutzmauern mit 80 und 100 Meter Länge, welche die beiden ungeschützten West- und Nordseiten des Hügels umschlossen. Ebenso fand er die Überreste eines Wachturmes (Grundfläche 8,1 m × 6,25 m), eine Bronzemünze aus der Zeit von Kaiser Aurelian (270 bis 275 J. n. Chr.) und weitere Gegenstände.
In der Nähe des Stürmenchopfs befinden sich mit der Ruine Bännlifels (1,3 km östlich) und einer römischen Villa (1,1 km ostnordöstlich) weitere Relikte aus der Römerzeit.